# Triphyllozoon formosoides
Triphyllozoon formosoides är en mossdjursart som beskrevs av Hayward 2004. Triphyllozoon formosoides ingår i släktet Triphyllozoon och familjen Phidoloporidae. Inga underarter finns listade i Catalogue of Life.